# Бройинг, Штефан
Штефан Бройинг (нем. Stephan Breuing; 21 сентября 1985, Бохум) — немецкий гребец-каноист, выступал за сборную Германии в середине 2000-х. Чемпион мира, двукратный чемпион Европы, многократный победитель и призёр первенств национального значения.

## Биография
Штефан Бройинг родился 21 сентября 1985 года в городе Бохум. Активно заниматься греблей начал с раннего детства, проходил подготовку в местном каноэ-клубе «Викинг» под руководством тренера Хайнца Циммера.
Первого серьёзного успеха на взрослом международном уровне добился в 2005 году, когда попал в основной состав немецкой национальной сборной и побывал на чемпионате Европы в польской Познани, где трижды поднимался на пьедестал почёта: в четвёрках получил бронзовые медали на дистанциях 200 и 500 метров, а также золотую на дистанции 1000 метров. Кроме того, в этом сезоне выступил на мировом первенстве в хорватском Загребе, откуда привёз награду бронзового достоинства, выигранную в зачёте четырёхместных каноэ на километровой дистанции.
В 2006 году Бройиинг добавил в послужной список золотые медали, полученные в четвёрках на тысяче метрах на европейском первенстве в чешском Рачице и на первенстве мира в венгерском Сегеде. Последний раз показал сколько-нибудь значимые результаты на международной арене в сезоне 2008 года, когда выиграл серебряную медаль на молодёжном чемпионате Европы. Из-за слишком высокой конкуренции в команде вскоре по окончании этих соревнований принял решение завершить карьеру профессионального спортсмена.
Помимо занятий спортом является также военнослужащим немецкой армии.